# Tillington (West Sussex)
Tillington – wieś w Anglii, w hrabstwie West Sussex, w dystrykcie Chichester. Leży 20 km na północny wschód od miasta Chichester i 68 km na południowy zachód od Londynu. W 2001 miejscowość liczyła 501 mieszkańców.